# Epifanio Díaz de Arcaute
Epifanio Díaz de Arcaute González de Herrero (Vitoria, 6 de abril de 1845-Vitoria, 28 de abril de 1910) fue un pintor español.

## Biografía
Nació en Vitoria en 1845.
En la Exposición de Bellas Artes que se celebró en su ciudad natal en 1867, presentó copias de San Francisco, San Antonio y La Asunción de Nuestra Señora; dos retratos, un bodegón, un cuadro de género y dos mesas revueltas. En ese certamen, fue premiado con una medalla de cobre. En la de 1884, participó con las obras Maja, Cantaora y Bodegón, todas pintadas al óleo.

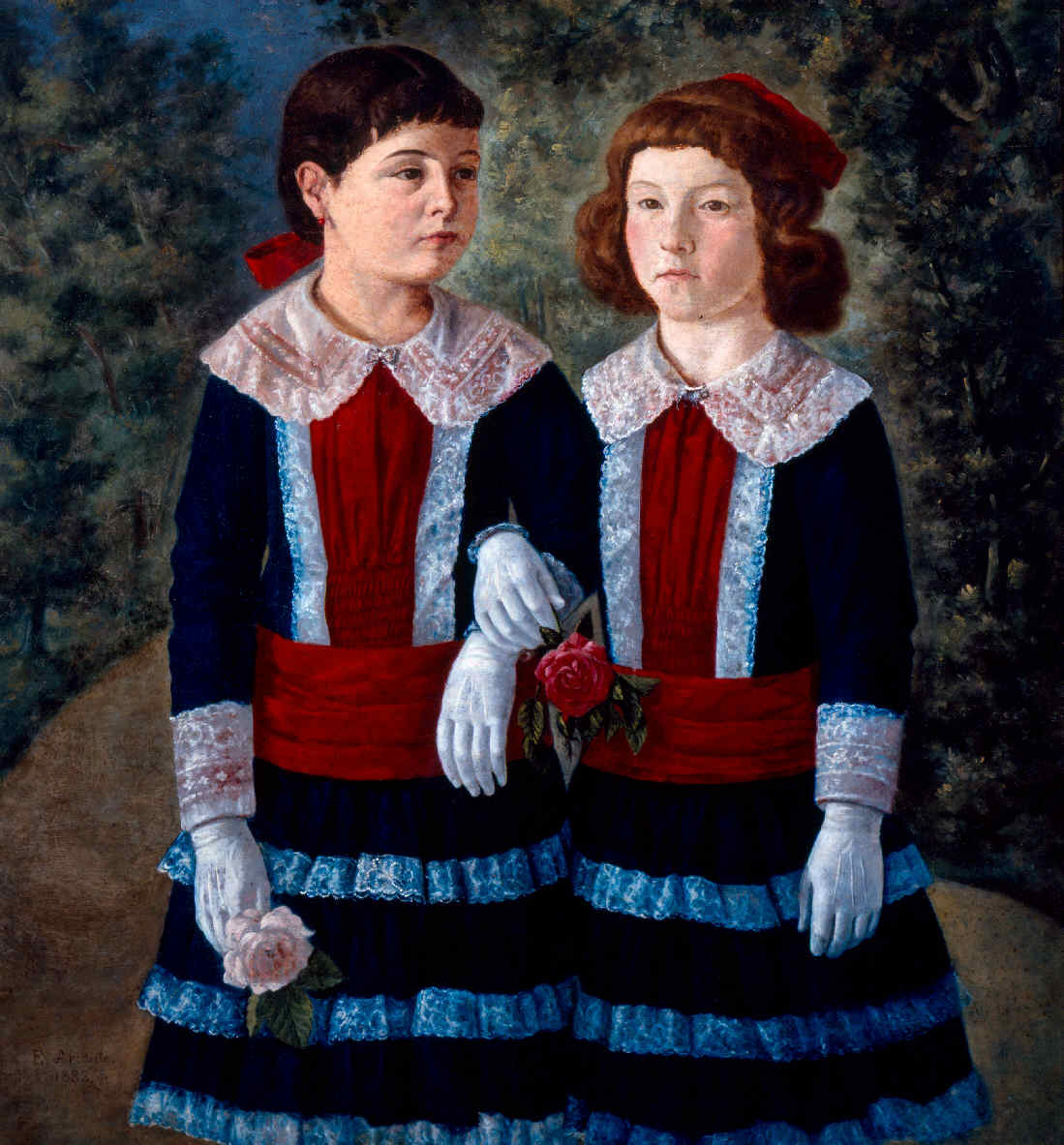
Niñas de Vitoria, una obra de 1882 en la que Díaz de Arcaute representa a sus dos hijas

Regentó en Vitoria un taller en el que más adelante recibiría la ayuda de su hijo, Moisés Díaz de Arcaute, que se quedaría con el negocio a su muerte. También dio clases como profesor de la Academia de Bellas Artes primero y para la Escuela de Artes y Oficios después.
Falleció en Vitoria el 28 de abril de 1910.

## Obras
Fueron las siguientes algunas de sus obras:
- San Francisco (1867)
- Asunción (1867)
- Niñas de Vitoria (1882)
- Una maja (1884)
- Una cantaora (1884)
- Bodegón (1884)
- Becadas (1884)
- Perdices (1884)